# Diego Nunes
←
Diego Nunes (ur. 12 lipca 1986 w Kurytybie) – brazylijski kierowca wyścigowy.

## Kariera

### Początki
Nunes swoją karierę rozpoczął w Brazylijskiej Formule Renault, w roku 2002 (zaliczył trzy wyścigi). Starty w niej kontynuował również w kolejnych dwóch latach. Ukończył ją odpowiednio na 9. i 12. miejscu w końcowej klasyfikacji. W następnych dwóch sezonach okazjonalnie wystąpił w kilku wyścigach, z których jedną udało mu się nawet wygrać (było to w roku 2006).
W latach 2005–2006 brał udział w Brazylijskiej Formule 3. W pierwszym podejściu zajął 4., natomiast w drugim 3. miejsce na koniec sezonu. W tym samym roku wystąpił w dwóch wyścigach ostatniej rundy sezonu Euroserii 3000. Punkty w niej zdobyte pozwoliły na zajęcie 15. pozycji w generalnej klasyfikacji. W sezonie 2007 na stałe przeniósł się do tej serii. Wygrawszy cztery wyścigi zmagania zakończył z tytułem wicemistrzowskim.

### Seria GP2
Za sprawą hiszpańskiej stajni Campos Grand Prix Brazylijczyk zadebiutował w Azjatyckiej serii GP2. Po zaledwie jednej rundzie Diego został jednak zastąpiony Brytyjczykiem Benem Hanleyem, co zmusiło Brazylijczyka do zaangażowania się w słabiutki brytyjski zespół David Price Racing. Przez to też tylko raz udało mu się zapunktować (siódme miejsce w pierwszym wyścigu w Bahrajnie), co ostatecznie dało mu odległą 19. pozycję.
Współpracę z brytyjską ekipą kontynuował również w głównym cyklu. Również tu zapunktował tylko jednokrotnie, zajmując podczas sprintu w Walencji czwarte miejsce. Trzy punkty dały jednak jeszcze odleglejszą 22. lokatę.
W drugim roku startów w azjatyckiej edycji związał się z brazylijską stajnią Piquet GP, dzięki czemu Nunes mógł pokazać talent. Pierwsza część sezonu nie należała w jego wykonaniu do najlepszych, jednakże w ostatnich dwóch rundach (na torach w Malezji i Bahrajnie) dwukrotnie zdołał zwyciężyć w głównym wyścigu oraz zająć czwarte i szóste miejsce w sprincie. Pokaźna suma dwudziestu czterech punktów zagwarantowała mu przyzwoitą 8. pozycję w klasyfikacji generalnej mistrzostw.
Obiecujące wyniki pozwoliły mu na przejście do jednej z czołowych ekip europejskiego wydania GP2 – iSport International. U boku Holendra Giedo van der Garde pomimo dużych nadziei nie poradził sobie jednak najlepiej, będąc na premiowanych punktami pozycjach zaledwie trzy razy (w tym raz na trzecim miejscu w sprincie w Belgii). Niewielka liczba ośmiu punktów pozwoliła mu na zajęcie dopiero 20. lokaty.

## Wyniki w GP2
| Legenda oznaczeń w tabelach wyników Wyświetl szablon na nowej stronie | Legenda oznaczeń w tabelach wyników Wyświetl szablon na nowej stronie                                                                     |
| Oznaczenie                                                            | Wyjaśnienie |
| --------------------------------------------------------------------- | --- |
| Złoty                                                                 | Zwycięzca lub mistrzostwo |
| Srebrny                                                               | 2. miejsce lub wicemistrzostwo |
| Brązowy                                                               | 3. miejsce lub II wicemistrzostwo |
| Zielony                                                               | Ukończył, punktował (w klasyfikacji generalnej, gdy zdobył co najmniej jeden punkt na przestrzeni sezonu, poza trzema powyższymi opcjami) |
| Niebieski                                                             | Ukończył, nie punktował (w klasyfikacji generalnej, gdy nie zdobył co najmniej jednego punktu na przestrzeni sezonu)                      |
| Czerwony                                                              | Nie zakwalifikował się (NZ) |
| Czerwony                                                              | Nie prekwalifikował się (NPK) |
| Różowy                                                                | Nie ukończył (NU) |
| Różowy                                                                | Niesklasyfikowany (NS) (w klasyfikacji generalnej, gdy nie został sklasyfikowany w żadnym wyścigu sezonu)                                 |
| Czarny                                                                | Zdyskwalifikowany (DK) |
| Czarny                                                                | Wykluczony (WYK/EX) |
| Biały                                                                 | Nie wystartował (NW) |
| Biały                                                                 | Kontuzjowany (K/INJ) |
| Biały                                                                 | Wyścig odwołany (OD/C) |
| Bez koloru                                                            | Został wycofany (WYC/WD) |
| Bez koloru                                                            | Nie przybył (NP/DNA) |
| Bez koloru                                                            | Nie brał udziału w treningach (NT/DNP) |
| Bez koloru                                                            | Nie został zgłoszony (–) |
| Pogrubienie                                                           | Start z pole position |
| Kursywa                                                               | Najszybsze okrążenie wyścigu |
| †                                                                     | Nie ukończył, ale jego rezultat został zaliczony ze względu na przejechanie więcej niż 90% dystansu wyścigu.                              |
| *                                                                     | Sezon w trakcie |
| 1/2/3                                                                 | Punktowana pozycja w sprincie kwalifikacyjnym                                                                                             |
| Lista systemów punktacji Formuły 1                                    | |

| Rok  | Zespół               | Wyniki w poszczególnych eliminacjach | Wyniki w poszczególnych eliminacjach | Wyniki w poszczególnych eliminacjach | Wyniki w poszczególnych eliminacjach | Wyniki w poszczególnych eliminacjach | Wyniki w poszczególnych eliminacjach | Wyniki w poszczególnych eliminacjach | Wyniki w poszczególnych eliminacjach | Wyniki w poszczególnych eliminacjach | Wyniki w poszczególnych eliminacjach | Wyniki w poszczególnych eliminacjach | Wyniki w poszczególnych eliminacjach | Wyniki w poszczególnych eliminacjach | Wyniki w poszczególnych eliminacjach | Wyniki w poszczególnych eliminacjach | Wyniki w poszczególnych eliminacjach | Wyniki w poszczególnych eliminacjach | Wyniki w poszczególnych eliminacjach | Wyniki w poszczególnych eliminacjach | Wyniki w poszczególnych eliminacjach | Punkty | Pozycja |
| ---- | -------------------- | ------------------------------------ | ------------------------------------ | ------------------------------------ | ------------------------------------ | ------------------------------------ | ------------------------------------ | ------------------------------------ | ------------------------------------ | ------------------------------------ | ------------------------------------ | ------------------------------------ | ------------------------------------ | ------------------------------------ | ------------------------------------ | ------------------------------------ | ------------------------------------ | ------------------------------------ | ------------------------------------ | ------------------------------------ | ------------------------------------ | ------ | ------- |
| 2008 | David Price Racing   | ESP                                  | ESP                                  | TUR                                  | TUR                                  | MON                                  | MON                                  | FRA                                  | FRA                                  | GBR                                  | GBR                                  | DEU                                  | DEU                                  | HUN                                  | HUN                                  | VAL                                  | VAL                                  | BEL                                  | BEL                                  | ITA                                  | ITA                                  | 3      | 22      |
| 2008 | David Price Racing   | 15                                   | 16                                   | 13                                   | 10                                   | 15                                   | 9                                    | 11                                   | NU                                   | 17                                   | NU                                   | NU                                   | NU                                   | 12                                   | 15                                   | 10                                   | 4                                    | 12                                   | NU                                   | NU                                   | 16                                   | 3      | 22      |
| 2009 | iSport International | ESP                                  | ESP                                  | MON                                  | MON                                  | TUR                                  | TUR                                  | GBR                                  | GBR                                  | DEU                                  | DEU                                  | HUN                                  | HUN                                  | VAL                                  | VAL                                  | BEL                                  | BEL                                  | ITA                                  | ITA                                  | POR                                  | POR                                  | 8      | 20      |
| 2009 | iSport International | 11                                   | 8                                    | NU                                   | 14                                   | 11                                   | 11                                   | 11                                   | NU                                   | NU                                   | 11                                   | NU                                   | 15                                   | 11                                   | 5                                    | 9                                    | 3                                    | 10                                   | NU                                   | 12                                   | 5                                    | 8      | 20      |

## Wyniki w Azjatyckiej Serii GP2
| Legenda oznaczeń w tabelach wyników Wyświetl szablon na nowej stronie | Legenda oznaczeń w tabelach wyników Wyświetl szablon na nowej stronie                                                                     |
| Oznaczenie                                                            | Wyjaśnienie |
| --------------------------------------------------------------------- | --- |
| Złoty                                                                 | Zwycięzca lub mistrzostwo |
| Srebrny                                                               | 2. miejsce lub wicemistrzostwo |
| Brązowy                                                               | 3. miejsce lub II wicemistrzostwo |
| Zielony                                                               | Ukończył, punktował (w klasyfikacji generalnej, gdy zdobył co najmniej jeden punkt na przestrzeni sezonu, poza trzema powyższymi opcjami) |
| Niebieski                                                             | Ukończył, nie punktował (w klasyfikacji generalnej, gdy nie zdobył co najmniej jednego punktu na przestrzeni sezonu)                      |
| Czerwony                                                              | Nie zakwalifikował się (NZ) |
| Czerwony                                                              | Nie prekwalifikował się (NPK) |
| Różowy                                                                | Nie ukończył (NU) |
| Różowy                                                                | Niesklasyfikowany (NS) (w klasyfikacji generalnej, gdy nie został sklasyfikowany w żadnym wyścigu sezonu)                                 |
| Czarny                                                                | Zdyskwalifikowany (DK) |
| Czarny                                                                | Wykluczony (WYK/EX) |
| Biały                                                                 | Nie wystartował (NW) |
| Biały                                                                 | Kontuzjowany (K/INJ) |
| Biały                                                                 | Wyścig odwołany (OD/C) |
| Bez koloru                                                            | Został wycofany (WYC/WD) |
| Bez koloru                                                            | Nie przybył (NP/DNA) |
| Bez koloru                                                            | Nie brał udziału w treningach (NT/DNP) |
| Bez koloru                                                            | Nie został zgłoszony (–) |
| Pogrubienie                                                           | Start z pole position |
| Kursywa                                                               | Najszybsze okrążenie wyścigu |
| †                                                                     | Nie ukończył, ale jego rezultat został zaliczony ze względu na przejechanie więcej niż 90% dystansu wyścigu.                              |
| *                                                                     | Sezon w trakcie |
| 1/2/3                                                                 | Punktowana pozycja w sprincie kwalifikacyjnym                                                                                             |
| Lista systemów punktacji Formuły 1                                    | |

| Rok       | Zespół                 | Wyniki w poszczególnych eliminacjach | Wyniki w poszczególnych eliminacjach | Wyniki w poszczególnych eliminacjach | Wyniki w poszczególnych eliminacjach | Wyniki w poszczególnych eliminacjach | Wyniki w poszczególnych eliminacjach | Wyniki w poszczególnych eliminacjach | Wyniki w poszczególnych eliminacjach | Wyniki w poszczególnych eliminacjach | Wyniki w poszczególnych eliminacjach | Wyniki w poszczególnych eliminacjach | Punkty | Pozycja |
| --------- | ---------------------- | ------------------------------------ | ------------------------------------ | ------------------------------------ | ------------------------------------ | ------------------------------------ | ------------------------------------ | ------------------------------------ | ------------------------------------ | ------------------------------------ | ------------------------------------ | ------------------------------------ | ------ | ------- |
| 2008      |                        | ARE                                  | ARE                                  | IDN                                  | IDN                                  | MAL                                  | MAL                                  | BHR                                  | BHR                                  | ARE                                  | ARE                                  |                                      | 2      | 20      |
| 2008      | Campos Grand Prix      | 12                                   | NW                                   | –                                    | –                                    | –                                    | –                                    | –                                    | –                                    | –                                    | –                                    |                                      | 2      | 20      |
| 2008      | David Price Racing     | –                                    | –                                    | NU                                   | 10                                   | 10                                   | 13                                   | 7                                    | NU                                   | 17                                   | 12                                   |                                      | 2      | 20      |
| 2008/2009 | Piquet GP              | CHN                                  | CHN                                  | ARE                                  | BHR                                  | BHR                                  | QAT                                  | QAT                                  | MAL                                  | MAL                                  | BHR                                  | BHR                                  | 24     | 8       |
| 2008/2009 | Piquet GP              | 12                                   | NU                                   | NU                                   | 13                                   | 22                                   | 11                                   | 12                                   | 1                                    | 4                                    | 1                                    | 6                                    | 24     | 8       |
| 2009/2010 | MalaysiaQi-Meritus.com | ARE                                  | ARE                                  | ARE                                  | ARE                                  | BHR                                  | BHR                                  | BHR                                  | BHR                                  |                                      |                                      |                                      | 0      | 28      |
| 2009/2010 | MalaysiaQi-Meritus.com | NU                                   | 13                                   | –                                    | –                                    | –                                    | –                                    | –                                    | –                                    |                                      |                                      |                                      | 0      | 28      |